# Дівоче-Пільська сільська рада
| Дівоче-Пільська сільська рада — колишній орган місцевого самоврядування у Олександрійському районі Кіровоградської області з адміністративним центром у с. Дівоче Поле. Сільській раді були підпорядковані населені пункти: - с. Дівоче Поле - с. Новозолотарівка - с. Петрозагір'я - с. Трудівка |

## Склад ради
Рада складалася з 12 депутатів та голови.

### Керівний склад ради
| ПІБ                         | Основні відомості                                                                           | Дата обрання | Дата звільнення |
| --------------------------- | ------------------------------------------------------------------------------------------- | ------------ | --------------- |
| Гончарова Людмила Андріївна | Сільський голова, 1976 року народження, освіта, позапартійна                                | 26.03.2006   | 31.10.2010      |
| Кобан Лариса Павлівна       | Сільський голова, 1970 року народження, освіта вища, Всеукраїнське об'єднання 'Батьківщина' | 31.10.2010   | 25.10.2015      |

Примітка: таблиця складена за даними джерела

## Населення
Згідно з переписом УРСР 1989 року чисельність наявного населення сільської ради становила 647 осіб, з яких 285 чоловіків та 362 жінки.
За переписом населення України 2001 року в сільській раді мешкало 615 осіб.

### Мова
Розподіл населення за рідною мовою за даними перепису 2001 року:
| Мова       | Відсоток |
| ---------- | -------- |
| українська | 93,14 %  |
| російська  | 3,43 %   |
| молдовська | 1,80 %   |
| вірменська | 0,65 %   |
| румунська  | 0,65 %   |
| білоруська | 0,16 %   |